# Lavieu
Lavieu – miejscowość i gmina we Francji, w regionie Owernia-Rodan-Alpy, w departamencie Loara.
Według danych na rok 1990 gminę zamieszkiwało 56 osób, a gęstość zaludnienia wynosiła 13 osób/km² (wśród 2880 gmin regionu Rodan-Alpy Lavieu plasuje się na 1562. miejscu pod względem liczby ludności, natomiast pod względem powierzchni na miejscu 1569.).